# Ералиев, Кайрат Куттыбаевич
Кайрат Куттыбаевич Ералиев (каз. Қайрат Құттыбайұлы Ералиев; род. 8 ноября 1990; Шымкент, Казахская ССР, СССР) — казахский боксёр. Мастер спорта Республики Казахстан международного класса. Чемпион мира (2017), бронзовый призёр чемпионата мира (2013), бронзовый призёр чемпионатов Азии (2015, 2017) и Азиатских Игр (2014). Трёхкратный чемпион Казахстана (2012, 2016 и 2018).
Лауреат Государственной молодёжной премии «Дарын» в номинации «Спорт» (2018).

## Любительская карьера

### Чемпионат Казахстана 2012
Выступал в легчайшей весовой категории (до 56 кг). В 1/8 финала победил Жанболата Кыдырбаева. В четвертьфинале победил Азата Айгужинова. В полуфинале победил Мухита Амантаева. В финале победил Рустама Рустамова.

### Чемпионат Азии 2013
Выступал в легчайшей весовой категории (до 56 кг). В 1/8 финала победил филиппинца Марио Фернандеса. В четвертьфинале проиграл индийцу Шиве Тхапе.

### Чемпионат мира 2013
Выступал в легчайшей весовой категории (до 56 кг). В 1/16 финала победил румына Развана Андреяну. В 1/8 финала победил киргиза Омурбека Малабекова. В четвертьфинале победил кубинца Робейси Рамиреса. В полуфинале проиграл азербайджанцу Джавиду Челебиеву.

### Чемпионат мира среди военнослужащих 2014
В июне 2014 года стал чемпионом мира среди военнослужащих вместе с земляком Бекманом Сойлыбаевым.

### Азиатские игры 2014
Выступал в легчайшей весовой категории (до 56 кг). В 1/8 финала победил катарца Отхмана Арбаби. В четвертьфинале победил иорданца Мохамеда Абдельазиза аль-Вади. В полуфинале проиграл южнокорейцу Хан Сан Мёну.

### Всемирная серия бокса2015
Представлял команду «Astana Arlans» (Казахстан). Выступал в легчайшей весовой категории (до 56 кг). 28 февраля 2015 года победил ирландца Майкла Конлана. 18 апреля 2015 года победил аргентинца Хонатана Санчеса. 23 мая 2015 года победил россиянина Андраника Григоряна. 20 июня 2015 года проиграл кубинцу Робейси Рамиресу. По итогам сезона полупрофессиональная казахская команда «Astana Arlans» вторично стала чемпионом Всемирной серии бокса.

### Чемпионат Азии 2015
Выступал в легчайшей весовой категории (до 56 кг). В 1/8 финала победил филиппинца Марио Фернандеса. В четвертьфинале победил монгола Идэркхуу Энкхжаргала. В полуфинале проиграл тайцу Чатчаю Бутди.

### Чемпионат мира 2015
Выступал в легчайшей весовой категории (до 56 кг). В 1/8 финала проиграл узбеку Муроджону Ахмадалиеву.

### Олимпийские игры 2016
Выступал в легчайшей весовой категории (до 56 кг). В 1/16 финала победил азербайджанца Джавида Челебиева. И повторил трюк Мохаммеда Али с уклонениями от ударов. Но в 1/8 финала опять проиграл узбеку Муроджону Ахмадалиеву.

### Чемпионат Казахстана 2016
Выступал в легчайшей весовой категории (до 56 кг). В 1/8 финала победил Айдына Ельжанова. В четвертьфинале победил Абылая Сайлаубекова. В полуфинале победил Ильяса Сулейманова. В финале победил Нурбола Калжанова.

### Чемпионат Азии 2017
Выступал в легчайшей весовой категории (до 56 кг). В 1/8 финала победил филиппинца Марио Баутисту. В четвертьфинале победил японца Рёмэи Танаку. В полуфинале проиграл китайцу Чжану Цзявэю.

### Чемпионат мира 2017
Выступал в легчайшей весовой категории (до 56 кг). В 1/16 финала победил мексиканца Кристофера Флореса Магану. В 1/8 финала наконец взял реванш у узбека Муроджона Ахмадалиева. В четвертьфинале победил немца Омара Эль-Хага. В полуфинале победил англичанина Питера Макгрейла. В финале победил американца Дюка Рэгана и стал чемпионом мира.

### Летние Азиатские игры 2018
На Летних Азиатских играх в Джакарте (Индонезия) чемпион мира-2017 Ералиев в 1/8 финала неожиданно вчистую (0-5) проиграл чемпиону Юго-Восточной Азии-2017 тайскому боксёру Чатчаю Будти и выбыл из турнира.

### Чемпионат Казахстана 2018
В полуфинале чемпионата Казахстана в Актау победил Нурбола Калжанова (Жамбылская область), а в финале выиграл у 20-летнего Оразбека Асылкулова из Акмолинской области и в третий раз стал чемпионом Казахстана.

### Чемпионат Азии 2019
В четвертьфинале чемпионата Азии в Бангкоке (Таиланд) неожиданно проиграл раздельным решением судей индусу Кавиндеру Сингх Бишту, который позже стал серебряным медалистом, уступив в финале чемпиону летних Азиатских игр-2018 узбеку Миразизбеку Мирзахалилову.

### Чемпионат мира 2019
Выступал в полулёгкой весовой категории (до 57 кг). В 1/16 финала победил венесуэльца Йоэля Финоля. В 1/8 финала победил таиландца Чатчая Бутди. В четвертьфинале проиграл узбекистанцу Миразизбеку Мирзахалилову.

## Боксёрские титулы

### Любительские
- 2012  Чемпион Казахстана в легчайшей весовой категории (до 56 кг).
- 2013  Бронзовый призёр чемпионата мира в легчайшей весовой категории (до 56 кг).
- 2014  Бронзовый призёр Азиатских игр в легчайшей весовой категории (до 56 кг).
- 2015  Бронзовый призёр чемпионата Азии в легчайшей весовой категории (до 56 кг).
- 2016  Чемпион Казахстана в легчайшей весовой категории (до 56 кг).
- 2017  Бронзовый призёр чемпионата Азии в легчайшей весовой категории (до 56 кг).
- 2017  Чемпион мира в легчайшей весовой категории (до 56 кг).
- 2018  Чемпион Казахстана в весе до 56 кг.

## Личная жизнь
В сентябре 2018 года Ералиев сыграл в Шымкенте свадьбу со своей избранницей Асем.